# Mārtiņš Rubenis
Mārtiņš Rubenis (Riga, URSS, 26 de septiembre de 1978) es un deportista letón que compitió en luge en la modalidad individual.
Participó en cinco Juegos Olímpicos de Invierno, entre los años 1998 y 2014, obteniendo dos medallas de bronce, en Turín 2006, en la prueba individual, y en Sochi 2014, en la prueba por equipo (junto con Elīza Tīruma, Andris Šics y Juris Šics).
Ganó tres medallas en el Campeonato Mundial de Luge, en los años 2003 y 2004, y cuatro medallas en el Campeonato Europeo de Luge entre los años 2006 y 2014.

## Palmarés internacional
| Juegos Olímpicos   | Juegos Olímpicos      | Juegos Olímpicos  | Juegos Olímpicos |
| Año                | Lugar                 | Medalla           | Prueba           |
| ------------------ | --------------------- | ----------------- | ---------------- |
| 2006               | Turín (Italia)        | Medalla de bronce | Individual       |
| 2014               | Sochi (Rusia)         | Medalla de bronce | Equipo           |
| Campeonato Mundial |                       |                   |                  |
| Año                | Lugar                 | Medalla           | Prueba           |
| 2003               | Sigulda (Letonia)     | Medalla de plata  | Individual       |
| 2003               | Sigulda (Letonia)     | Medalla de plata  | Equipo           |
| 2004               | Nagano (Japón)        | Medalla de bronce | Individual       |
| Campeonato Europeo |                       |                   |                  |
| Año                | Lugar                 | Medalla           | Prueba           |
| 2006               | Winterberg (Alemania) | Medalla de bronce | Equipo           |
| 2008               | Cesana (Italia)       | Medalla de oro    | Equipo           |
| 2010               | Sigulda (Letonia)     | Medalla de oro    | Equipo           |
| 2014               | Sigulda (Letonia)     | Medalla de plata  | Equipo           |